# Leoganger Ache
Leoganger Ache är ett vattendrag i Österrike.   Det ligger i förbundslandet Salzburg, i den centrala delen av landet, 280 km väster om huvudstaden Wien.
Omgivningarna runt Leoganger Ache är en mosaik av jordbruksmark och naturlig växtlighet. Runt Leoganger Ache är det ganska glesbefolkat, med 34 invånare per kvadratkilometer.